# Королівський кубок Саудівської Аравії з футболу 2020—2021
Королівський кубок Саудівської Аравії з футболу 2020—2021 — 46-й розіграш кубкового футбольного турніру в Саудівській Аравії. Титул володаря кубка вперше здобув Аль-Фейсали.

## Календар
| Раунд      | Дата               | Матчі | Клуби  |
| ---------- | ------------------ | ----- | ------ |
| 1/8 фіналу | 16-17 грудня 2020  | 8     | 16 → 8 |
| 1/4 фіналу | 15-16 березня 2021 | 4     | 8 → 4  |
| 1/2 фіналу | 4 квітня 2021      | 2     | 4 → 2  |
| Фінал      | 27 травня 2021     | 1     | 2 → 1  |

## 1/8 фіналу
| Команда 1      | Рахунок      | Команда 2   |
| -------------- | ------------ | ----------- |
| 16 грудня 2020 |              |             |
| Дамак          | 1:2          | Ат-Таавун   |
| Аль-Кадісія    | 1:0          | Аш-Шабаб    |
| Ан-Наср        | 2:0          | Ар-Раїд     |
| 17 грудня 2020 |              |             |
| Аль-Батін      | 3:0          | Абха        |
| Аль-Іттіфак    | 0:0 пен. 8:9 | Аль-Фейсали |
| Аль-Хіляль     | 0:2          | Аль-Фатех   |
| Аль-Вахда      | 0:3          | Аль-Іттіхад |
| Аль-Аглі       | 0:2          | Аль-Айн     |

## 1/4 фіналу
| Команда 1       | Рахунок | Команда 2   |
| --------------- | ------- | ----------- |
| 15 березня 2021 |         |             |
| Аль-Батін       | 1:2     | Аль-Фейсали |
| Ат-Таавун       | 2:1     | Аль-Кадісія |
| 16 березня 2021 |         |             |
| Ан-Наср         | 3:0     | Аль-Айн     |
| Аль-Іттіхад     | 1:2 дч  | Аль-Фатех   |

## 1/2 фіналу
| Команда 1     | Рахунок | Команда 2   |
| ------------- | ------- | ----------- |
| 4 квітня 2021 |         |             |
| Ан-Наср       | 0:1     | Аль-Фейсали |
| Ат-Таавун     | 3:2     | Аль-Фатех   |

## Фінал
| 27 травня 2021 21:00 (EEST) |

| Ат-Таавун                   | 2:3      | Аль-Фейсали                    |
| --------------------------- | -------- | ------------------------------ |
| Тавамба 14' Каку 45' (пен.) | Протокол | Таваріш 40' (пен.), 60', 90+3' |

| Міжнародний стадіон імені Короля Фахда, Ер-Ріяд Арбітр: Шимон Марциняк |